# Serguéi Rogozhin
Serguéi Nikoláyevich Rogozhin –en ruso, Сергей Николаевич Рогожин– (Nálchik, 6 de julio de 1956–Kostromá, 31 de mayo de 1983) fue un jinete soviético que compitió en la modalidad de concurso completo.
Participó en los Juegos Olímpicos de Moscú 1980, obteniendo una medalla de oro en la prueba por equipos (junto con Alexandr Blinov, Yuri Salnikov y Valeri Volkov).

## Palmarés internacional
| Juegos Olímpicos | Juegos Olímpicos | Juegos Olímpicos | Juegos Olímpicos |
| Año              | Lugar            | Medalla          | Categoría        |
| ---------------- | ---------------- | ---------------- | ---------------- |
| 1980             | Moscú (URSS)     | Medalla de oro   | Por equipos      |